# Forrest (Illinois)
Forrest – wieś w Stanach Zjednoczonych, w stanie Illinois, w hrabstwie Livingston.